# Combretum lokele
Combretum lokele är en tvåhjärtbladig växtart som beskrevs av Liben. Combretum lokele ingår i släktet Combretum och familjen Combretaceae. Inga underarter finns listade i Catalogue of Life.